# Mark Twain
Mark Twain (pseudonimul literar al lui Samuel Langhorne Clemens, n. 30 noiembrie 1835, Florida⁠(d), Comitatul Monroe, Missouri, Missouri, SUA – d. 21 aprilie 1910, Redding⁠(d), Connecticut, SUA) a fost un scriitor, publicist, antreprenor, satirist și umorist american, autorul popularelor romane Aventurile lui Tom Sawyer, Prinț și cerșetor, Aventurile lui Huckleberry Finn și Un yankeu la curtea regelui  Arthur.
În ciuda problemelor sale financiare, Twain a fost renumit pentru umorul și buna sa dispoziție, datorită cărora s-a bucurat de o popularitate imensă în întreaga lume. La apogeu, el a fost probabil cel mai popular american din acea vreme. În 1907, publicul s-a înghesuit la Expoziția Jamestown doar ca să-l zărească pe Mark Twain. S-a bucurat de prietenia mai multor celebrități, între care autorul și criticul literar William Dean Howells, politicianul și autorul Booker T. Washington, inginerul și inventatorul Nikola Tesla, scriitoarea Helen Keller și magnatul Henry Huttleston Rogers. Autorul american William Faulkner a scris despre Twain că a fost „părintele literaturii americane”.
Twain a murit în 1910 și este înmormântat la Elmira, statul New York.

## Biografie

### Copilăria și tinerețea:
Samuel Langhorne Clemens s-a născut în localitatea Florida, statul Missouri, într-un hambar, fiul lui John Marshall Clemens (13 august 1798 – 24 martie 1847) și Jane Lampton Clemens (18 iunie 1803 – 27 octombrie 1890), al șaselea din șapte copii. Se spune că a avut o copilărie nefericită. Doar un frate și o soră au ajuns la vârsta maturității, și anume Orion Clemens (17 iulie 1825 - 11 decembrie 1897), respectiv Pamela (19 septembrie 1827 - 31 august 1904). Una din surorile sale, Margaret (31 mai 1830 - 17 august 1839) a decedat când Samuel avea patru ani, iar fratele său Benjamin (8 iunie 1832 - 12 mai 1842) a murit trei ani mai târziu. Alt frate mai mare, Pleasant (1828 - 1829), nu a trăit decât trei luni. Samuel a avut și un frate mai tânăr, Henry Clemens (13 iulie 1838 - 21 iunie 1858).

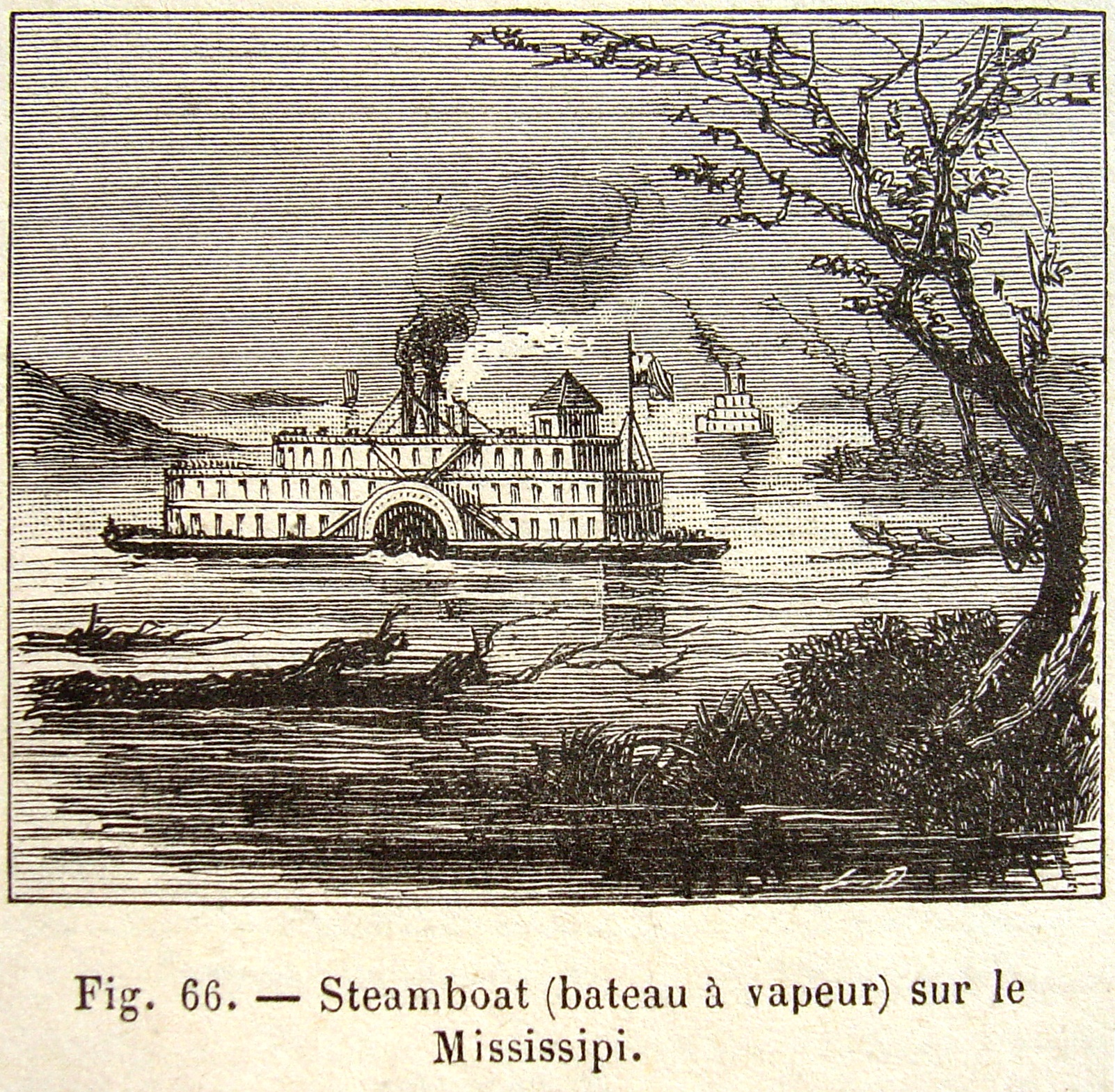
Vas cu zbaturi pe Mississippi

Când Samuel avea patru ani, familia s-a mutat la Hannibal, un oraș portuar pe fluviul Mississippi, care mai târziu a servit ca inspirație pentru orașul fictiv St. Petersburg din „Aventurile lui Tom Sawyer” și „Huckleberry Finn”. Missouri s-a numărat printre statele americane în care sclavia a fost legală din 1821, și de la o vârstă fragedă Twain a fost expus sclaviei, temă pe care a explorat-o în operele sale. Ca amănunt interesant, Twain a fost daltonist, fapt care i-a stimulat discuțiile ironice din cercurile sociale de atunci. În 1847, când Twain avea unsprezece ani, tatăl său s-a îmbolnăvit de pneumonie și a decedat în luna martie din același an. La scurt timp după aceea, Twain și-a găsit de lucru ca ucenic la un tipograf; la vârsta de șaisprezece ani a început să scrie articole amuzante și schițe. La optsprezece ani a plecat din Hannibal, lucrând ca tipograf la New York, Philadelphia, St. Louis și Cincinnati.
La 22 de ani, Twain s-a întors în Missouri. În timpul unei călătorii la New Orleans pe fluviul Mississippi, pilotul vasului, pe nume „Bixby”, l-a inspirat pe Clemens să devină pilot de vas cu zbaturi, meserie care, pe atunci, era una din cele mai bine plătite profesii din America.
Datorită faptului că vasele cu zbaturi din acea perioadă erau construite dintr-un lemn foarte uscat și ușor inflamabil, nu se foloseau nici un fel de lămpi sau felinare pentru iluminat, ceea ce făcea deplasarea foarte dificilă în timpul nopții. Piloții erau nevoiți să cunoască cursul fluviului în cele mai mici detalii pentru a putea opri la sutele de porturi și pontoane de pe maluri. Clemens a studiat cu meticulozitate cursul fluviului pe o distanță de aproximativ două mii de mile (3200 km) timp de mai bine de doi ani până a primit brevetul de pilot în 1859. În timp ce se pregătea pentru obținerea licenței de pilot, Samuel l-a convins pe fratele său mai tânăr, Henry Clemens, să lucreze împreună cu el pe Mississippi. Henry a fost ucis la data de 21 iunie 1858, când vasul pe care servea a explodat. Samuel s-a autoînvinovățit pentru moartea fratelui său și s-a considerat responsabil pentru tot restul vieții sale. În ciuda acestui fapt, a continuat să lucreze ca pilot pe fluviu până la izbucnirea Războiului civil din America în 1861, când traficul de pe Mississippi a fost mult redus.
Missouri, deși stat sclavagist și considerat ca făcând parte din Sud, nu a făcut parte din Statele Confederate ale Americii și a rămas loial Uniunii. Când a început războiul, Twain și prietenii săi au format o miliție confederată (eveniment descris în 1885 în nuvela „The Private History of a Campaign That Failed”), dar nu au fost implicați în acțiuni militare și miliția s-a destrămat după două săptămâni. Prietenii săi s-au înrolat în armata confederată; Twain s-a alăturat fratelui său Orion, care fusese numit secretar al guvernatorului statului Nevada, și a plecat spre vest. Au călătorit mai bine de două săptămâni într-o diligență peste Marile Câmpii și Munții Stâncoși până la orașul minier Virginia City, statul Nevada. Aceste aventuri în „Vestul Sălbatic” au contribuit semnificativ la formarea sa ca scriitor și au format baza celui de-al doilea roman al său, „Roughing It” (în traducere românească „Sub cerul liber”).

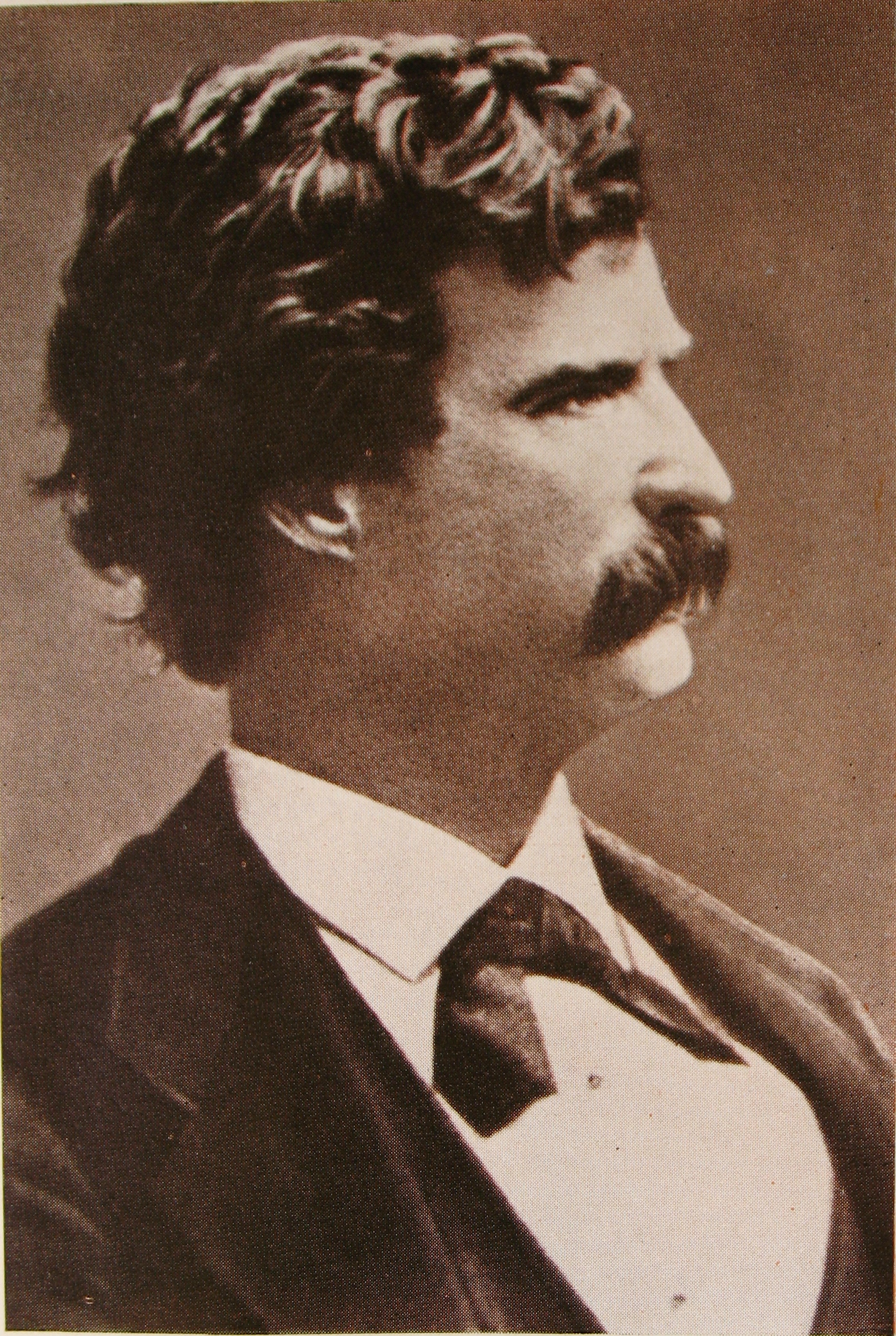
Mark Twain în tinerețe

Ajuns în Nevada, Twain a devenit miner, sperând să se îmbogățească descoperind argint. A petrecut mult timp în tabăra minieră alături de tovarășii săi - încă o experiență de viață de care s-a folosit în activitatea literară. După eșecul ca miner, a găsit de lucru la un ziar din Virginia City numit „the Daily Territorial Enterprise”. Acolo a început să folosească pseudonimul literar „Mark Twain”.

### Viața ca scriitor
În 1867, călătorind prin Europa și Orientul Mijlociu (eveniment aflat la baza colecției de scrisori de călătorie The Innocents Abroad), Twain l-a cunoscut pe Charles Langdon, care i-a arătat o fotografie a surorii sale, Olivia. Twain susține că s-a îndrăgostit la prima vedere; abia în anul următor a cunoscut-o pe Olivia. Cei doi s-au logodit în 1869 și s-au căsătorit în februarie 1870, la Elmira, New York. După ce s-au stabilit la Buffalo, Olivia a născut un băiat, Langdon, care din nefericire a murit de difterie la vârsta de un an și șapte luni. Twain și soția au mai avut trei fiice: Susy, Clara și Jean Clemens. Căsnicia lor a durat timp de 34 de ani, până la decesul Oliviei în 1904.
Twain a trăit mai mult decât Jean și Susy. El a trecut printr-o perioadă de depresie profundă, începută în 1896, pe când se afla într-un turneu de lecturi în Anglia, la aflarea veștii că fiica sa favorită, Susy, a murit de meningită. Decesul soției, precum și decesul altei fiice, Jean, la 24 decembrie 1909, i-a adâncit depresia.
În 1909, Twain este citat ca spunând:
„Am sosit cu Cometa Halley în 1835. Va apărea din nou la anul, și mă aștept să mă duc cu ea. Ar fi cea mai mare dezamăgire a vieții mele dacă nu mă duc cu cometa lui Halley. Atotputernicul a spus, fără îndoială: «Aici sunt ciudații ăștia doi, fără rost; au sosit împreună, trebuie să plece împreună».”
Samuel Langhorne Clemens - Mark Twain - a murit de angină pectorală la 21 aprilie 1910 în Redding, Connecticut. La aflarea veștii, președintele Statelor Unite, William Howard Taft a declarat:
„Mark Twain a dat bucurie -- distracție cu adevărat intelectuală -- la milioane de oameni, iar operele sale vor continua să facă plăcere altor milioane din generațiile următoare... Umorul său a fost american, dar el a fost aproape la fel de apreciat de englezi și alte nații ca și de conaționalii săi. El a creat o parte trainică a literaturii americane.”
Mark Twain a fost înmormântat lângă soția sa în cimitirul Woodlawn din Elmira, statul New York.

## Concepții

### Antiimperialism
Mark Twain se opune si condamnă Războiul Filipino-American (1899-1913).
De asemenea, în anii 1860 și 1870 se opune intervenției americane în Insulele Hawaii. Descrie acid în pamflete atipice doctrinar, - supus doar bunului său simț -, de asemenea în romane ori reportaje sclavajul emigranților chinezi pe coasta de vest, cultura religioasă afro-americană ori mormonismul de stil vechi, ori evlavia duminicală/ Poporul american - mississippian - îl consideră anticlerical, nu ateu, ori antireligios - (F. Rian, sursă proprie, Mississippi river, USA, cca. 2000).

## Bibliografie

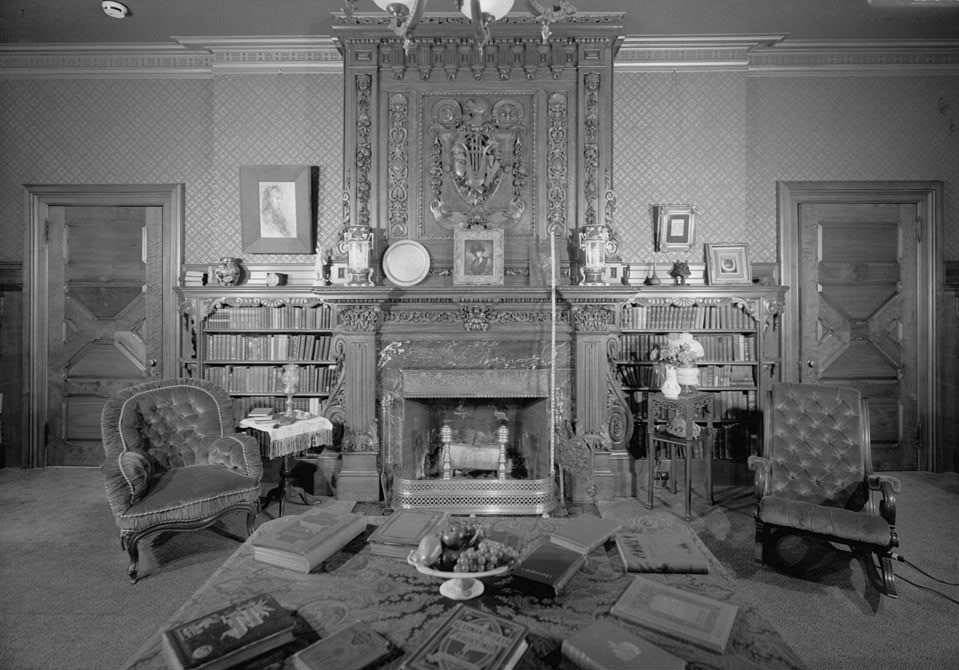
Biblioteca lui Mark Twain

### Critica religiei
„Nu pot înțelege cum un om cu suficient simț al umorului poate fi vreodată religios; doar dacă nu își închide intenționat ochii minții, ținându-i cu forța strânși. Biblia este interesantă. Conține o rafinată poezie și ceva fabule istețe. Și povestiri în care sângele băltește. Contine și ceva principii morale utile. Ca și o groază de obscenitate. Totul îngrămădit peste o mie de nimicuri.”